# Ji Xiaoxuan
Ji Xiaoxuan (季骁宣; pinyin : Jì Xiāoxuān;) est un footballeur professionnel chinois, attaquant.
L'attaquant est notamment passé par le club du Shanghai SIPG, de son ancien nom le Shanghai Dongya FC, en Super League (première division chinoise) et a fréquenté les sections nationales jeunes. Dans sa carrière professionnelle, Ji a disputé près de 90 matches de Super League et Ligue One pour 8 buts inscrits.

## Carrière
Il commence sa carrière professionnelle en 2011 au Shanghai Zobon, club évoluant en deuxième division chinoise. 
En 2013, il  rejoint le  Shanghaï SIPG, évoluant en Chinese Super League. Il apparaît pour la première fois sous ses nouvelles couleurs le 21 mai 2013  au troisième tour de la FA Cup 2013. Ji Xiaoxuan inscrit son penalty lors de la séance des tirs au but qui permettra à son équipe de s'imposer face à Chongqing.
Le 2 juillet 2014, Ji est transféré à Harbin Yiteng, club évoluant en Chinese Super League. Il reste cinq ans au club malgré le changement de nom du club et remporte le titre de meilleur joueur de Chinese Ligue One lors de la saison 2018.
En janvier 2019, Ji est transféré à l'AJ Auxerre, club évoluant en seconde division française,. Il joue son premier match de Domino's Ligue 2 le 30 août 2019. Il rentre en fin de match lors de la victoire 3-0 face à l'AC Ajaccio. Il inscrit son premier but avec le club icaunais le 16 novembre 2019 lors du huitième tour de la coupe de france face à La Charité. Entré en jeu à la 76e minute à place de Yanis Merdji, il marque le quatrième but auxerrois à la 90e minute de jeu.
Le 4 Avril 2023, en manque de temps de jeu, il quitte la france et s'engage au Shanghai Huazheng évoluant en Chinese Super League.

## Statistiques
| Saison                | Club                  | Championnat           | Championnat | Championnat | Coupe nationale | Coupe nationale | Coupe de la Ligue | Coupe de la Ligue | Total | Total |
| Saison                | Club                  | Division              | M.          | B.          | M.              | B.              | M.                | B.                | M.    | B.    |
| 2011                  | Shanghai Zobon        | League One            | 0           | 0           | 0               | 0               | -                 | -                 | 0     | 0     |
| 2012                  | Shanghai Zobon        | League One            | 2           | 1           | 0               | 0               | -                 | -                 | 2     | 1     |
| Sous-total            | Sous-total            | Sous-total            | 2           | 1           | 0               | 0               | -                 | -                 | 2     | 1     |
| 2012                  | Shanghai Dongya FC    | Super League          | 0           | 0           | 1               | 0               | -                 | -                 | 1     | 0     |
| 2013                  | Shanghai Dongya FC    | Super League          | 0           | 0           | 0               | 0               | -                 | -                 | 0     | 0     |
| Sous-total            | Sous-total            | Sous-total            | 0           | 0           | 1               | 0               | -                 | -                 | 1     | 0     |
| 2014                  | Harbin Yiteng FC      | Super League          | 7           | 1           | 0               | 0               | -                 | -                 | 7     | 1     |
| 2015                  | Harbin Yiteng FC      | League One            | 13          | 1           | 0               | 0               | -                 | -                 | 13    | 1     |
| 2016                  | Zhejiang Yiteng FC    | League One            | 25          | 0           | 0               | 0               | -                 | -                 | 25    | 0     |
| 2017                  | Zhejiang Yiteng FC    | League One            | 15          | 0           | 0               | 0               | -                 | -                 | 15    | 0     |
| 2018                  | Zhejiang Yiteng FC    | League One            | 27          | 5           | 0               | 0               | -                 | -                 | 27    | 5     |
| Sous-total            | Sous-total            | Sous-total            | 87          | 7           | 0               | 0               | -                 | -                 | 87    | 7     |
| 2018-2019             | AJ Auxerre            | Ligue 2               | 0           | 0           | 0               | 0               | 0                 | 0                 | 0     | 0     |
| 2019-2020             | AJ Auxerre            | Ligue 2               | 1           | 0           | 2               | 1               | 0                 | 0                 | 3     | 1     |
| 2020-2021             | AJ Auxerre            | Ligue 2               | 0           | 0           | 1               | 0               | -                 | -                 | 1     | 0     |
| Sous-total            | Sous-total            | Sous-total            | 1           | 0           | 3               | 1               | 0                 | 0                 | 4     | 1     |
| Total sur la carrière | Total sur la carrière | Total sur la carrière | 90          | 0           | 4               | 1               | 0                 | 0                 | 94    | 1     |

## Palmarès
2018 - Élu meilleur joueur de Chinese Ligue One (seconde division chinoise).